# Сойсал, Сайгын
Сайгы́н Сойса́л (тур. Saygın Soysal) — турецкий актёр.

## Биография
Выпускник Университета Хаджеттепе, а также Государственной консерватории Турции. На протяжении многих лет работает в кино и на телевидении.

## Фильмография
| Год       |   | Русское название                 | Оригинальное название   | Роль                 |
| --------- | - | -------------------------------- | ----------------------- | -------------------- |
| 2006      | с | Сломанные крылья                 | Kırık Kanatlar          | Чавуш Юнус           |
| 2007      | с | Помни меня                       | Hatırla Sevgili         | Реджеп Тайип Эрдоган |
| 2007—2009 | с | Аси                              | Asi                     | Аслан                |
| 2009—2010 | с | Разве сердце забудет эту любовь? | Bu Kalp Seni Unutur mu? | Кюрсат               |
| 2010—2011 | с | Тюркан                           | Türkan                  | Али                  |
| 2011—2012 | с | Девушка в красном шарфе          | Al Yazmalım             | Тахир                |
| 2013—2014 | с | Великолепный век                 | Muhteşem Yüzyıl         | Мерджан-ага          |
| 2014      | с | Грязные деньги и любовь          | Kara Para Aşk           | Фатих Дюндар (Метин) |

Сериал|2017|| [[Право на престол. Абдульхамид| Теодор Херзл